# Continental-Hochhaus

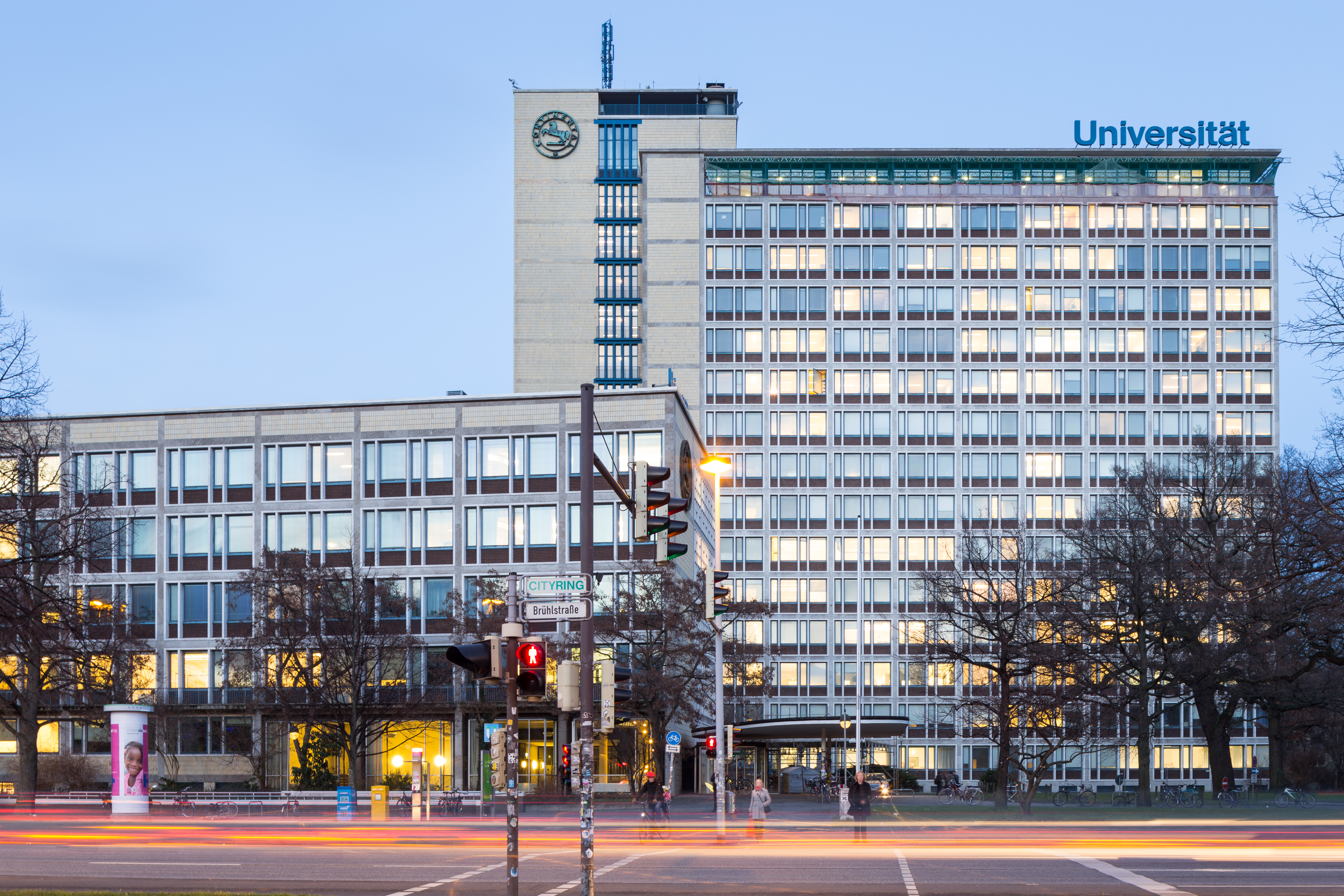
Das Conti-Hochhaus, gesehen vom Königsworther Platz

Das Continental-Hochhaus (auch: Conti-Hochhaus) ist ein Hochhaus in Hannover. Bei seiner Einweihung 1953 war es das höchste Hochhaus in Westdeutschland und Sitz der Hauptverwaltung der Continental AG. Der denkmalgeschützte Gebäudekomplex unter der Adresse Königsworther Platz 1 im Stadtteil Mitte wird seit 1995 von der Universität Hannover genutzt.

## Geschichte

### Vorgeschichte bis 1945
Vorgängergebäude auf dem Gelände war die Garde-du-Corps-Kaserne, die im Jahr 1771 als älteste Kaserne in Hannover überhaupt aus einem 1738 errichteten Maultier- und Tragtierstall entstanden war.
Nach dem Ersten Weltkrieg diente der Gebäudekomplex in der Weimarer Republik ab 1918 als Arbeitsamt.
Durch die Luftangriffe auf Hannover im Zweiten Weltkrieg wurde die Kaserne zu großen Teilen zerstört. Das 1736 von Johann Paul Heumann gestaltete und unzerstört gebliebene barocke Torportal mit dem britischen Königswappen aus der Zeit der Personalunion zwischen Großbritannien und Hannover wurde 1955 neben das Neue Rathaus zum Rudolf-Hillebrecht-Platz versetzt, Sitz der städtischen Bauverwaltung – heute Fachbereich Planen und Stadtentwicklung.

### Der Bau ab 1949
Zum Neubau der Hauptverwaltung der Continental AG wurde 1949 nicht, wie ursprünglich beabsichtigt, der Maschsee bestimmt, sondern der Königsworther Platz: Nach einem städtebaulichen Konzept von Konstanty Gutschow, durch das die mit dem Bau gleichzeitig entstandene neue „Stadteinfahrt“ vom Bremer Damm betont werden sollte, entstanden nach einem Architektenwettbewerb nach Entwürfen von Ernst Zinsser und Werner Dierschke von 1951 bis 1953 die heutigen Gebäude.
Entstanden ist ein zurückgesetztes 15-geschossiges Hochhaus von 65 Meter Höhe, vor das beinahe parallel versetzt ein 6-geschossiger Direktionstrakt errichtet wurde, der durch eine „schwingende Eingangsüberdachung“ im Stil der 1950er Jahre akzentuiert wird.
Das Verwaltungsgebäude der Continental wurde mit dem Laves-Preis ausgezeichnet, den  die Jury mit folgendem Urteil verband:

„Die Bauanlage ist aus den städtebaulichen Funktionen des Platzes folgerichtig entwickelt. Sie ist gestalterisch eindrucksvoll und maßstäblich richtig durchgebildet und bringt das repräsentative Verlangen des Bauherrn mit angemessenen Mitteln zum Ausdruck.“

Seit 1995 dient der Gebäudekomplex als Zentrum des „Conti-Campus“ der Gottfried Wilhelm Leibniz Universität Hannover mit den Schwerpunkten Literatur und Sprachen, Wirtschaft und Recht.

## Bauten im Hof

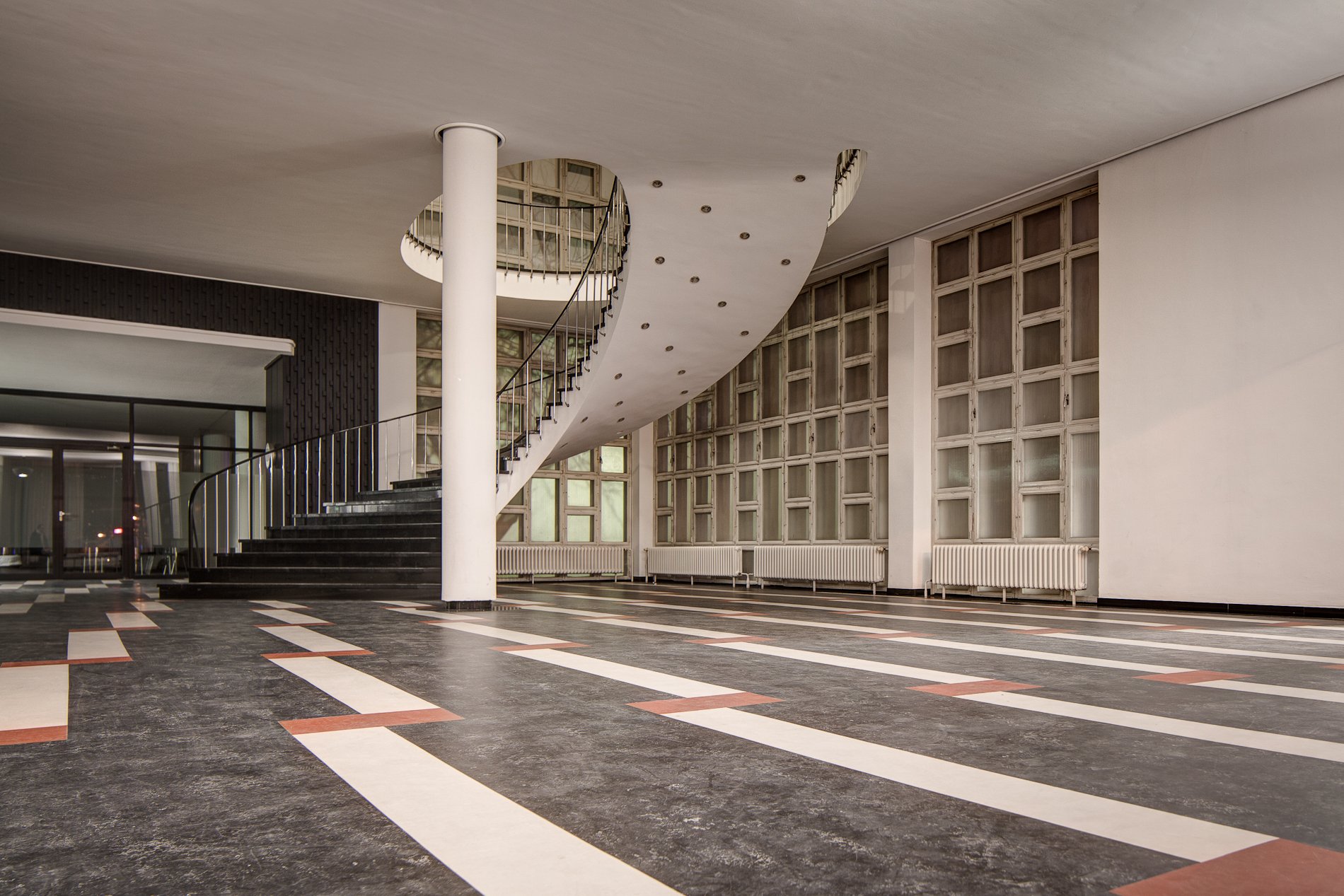
Empfangshalle des früheren Direktionsgebäudes

Im Hof findet sich das ehemalige Rechenzentrum, 1966/67 ebenfalls von Ernst Zinsser gebaut, das heute einen Teil der Technischen Informationsbibliothek beherbergt.
1993 wurde im Hof ein Hörsaal ergänzt durch den Kölner Architekten Michael Durdiak, der im Wesentlichen aus einem zweigeschossigen Kubus besteht für einen Hörsaal für 450 Personen.
Im Hof finden sich seit dem Jahr 2000 die Lichtobjekte „Kristallisationspunkte“ von Michael Cordes.